# Iron (album)
Pour les articles homonymes, voir Iron (homonymie).
Albums de Ensiferum
Ensiferum
(2001) 1997-1999
(2005)
Iron est le deuxième album studio du groupe de viking/folk metal finlandais Ensiferum. Il est sorti le 17 mai 2004 sous le label Spinefarm Records.
C'est le dernier album d'Ensiferum enregistré avec le chanteur Jari Mäenpää, qui quittera le groupe peu après la sortie de l'album pour fonder le groupe Wintersun. C'est également le premier album du groupe enregistré avec la claviériste Meiju Enho.
L'édition limitée de l'album contient en plus le titre Battery, qui est une reprise du groupe de thrash metal américain Metallica. Ce titre apparait à l'origine dans la tracklist de l'album Master of Puppets.

## Musiciens
- Jari Mäenpää − chant, guitare
- Markus Toivonen − guitare
- Jukka-Pekka Miettinen − basse
- Meiju Enho − claviers
- Oliver Fokin − batterie

### Musiciens de session
- Vesa Vigman − bouzouki, mandoline
- Eveliina Kontio − kantele
- Kaisa Saari − chant féminin

## Liste des morceaux
1. Ferrum Aeternum – 3:28
2. Iron – 3:53
3. Sword Chant – 4:44
4. Mourning Heart (Interlude) – 1:23
5. Tale of Revenge – 4:30
6. Lost in Despair – 5:37
7. Slayer of Light – 3:10
8. Into Battle – 5:52
9. Lai Lai Hei – 7:15
10. Tears – 3:20
11. Battery (reprise du groupe Metallica) – 5:13 (édition limitée uiquement)